# Borsigliana
Borsigliana è una delle frazioni del comune di Piazza al Serchio, nella provincia di Lucca, in Toscana. È situata a circa 750 m s.l.m., sulla sponda sinistra del fiume Serchio, lungo la strada che da Piazza al Serchio conduce al passo di Pradarena.

## Storia
Gli studiosi ipotizzano che l'abitato di Borsigliana sia sorto nel primo millennio. Il primo documento che ci è rimasto è un diploma del 25 aprile 1020, dell'imperatore del Sacro Romano Impero, Enrico II il Santo, dove è riportato un elenco di chiese del territorio lucchese, tra cui " …cortem in Bursillano cum ipsa ecclesia", facenti parte della ricca Abbazia di San Salvatore di Sesto, oggi nel Comune di Capannori.
L'abitato era in origine un'antica fortificazione, di cui rimangono dei ruderi, attualmente situati in località Castello, nella parte alta del paese. Qui era anche presente un antico oratorio, dedicato a San Prospero, considerato il più antico luogo di culto del paese. Gli altri edifici di Borsigliana furono costruiti tra il 1400 e il 1500.
Scrive Raffaello Raffaelli nella sua opera Descrizione geografica, storica ed economica della Garfagnana (1879): Borsigliana, che nel 1376 trovasi nominata Comune Burciliani, è paese collocato, al pari di Livignano, in un poggio dal lato dell'Appennino alla sinistra del fiume di Soraggio, ed ha unita la piccola villa di Vergnano, colla quale in antico formava comune autonomo, ma in progresso di tempo furono aggregati a quello di Piazza. Contiene 43 case unite, 7 sparse, con 42 famiglie, e 227 abitanti; i quali, secondo il Repetti, nel 1832 erano soltanto 191, e 208 nel 1600. Contiene nel suo territorio campi, selve, boschi e vastissime praterie, per cui mantiene molto bestiame, ed ha un'estesa possidenza sull'Appennino, andando a confinare colla Provincia di Reggio Emilia.
Dal punto di vista politico amministrativo il territorio di Borsigliana, dopo la probabile estensione del dominio romano e poi longobardo, fu a lungo possedimento di famiglie feudali e poi nel 1376 divenne libero Comune o Comunità.
Da alcuni documenti presenti nell'archivio parrocchiale, risulta che nel Comune c'era un sindaco eletto annualmente, un camerlengo (tesoriere), un massaro (curatore e amministratore dei beni immobili), un operaio e una guardia comunale. La Comunità possedeva anche una struttura militare, retribuita.
Nel 1446 il Comune di Borsigliana passa per propria scelta agli Estensi e viene inserito nella Vicaria di Camporgiano.
La situazione rimane pressoché immutata fino alla nascita del Regno d'Italia con l'assegnazione della Garfagnana prima alla provincia di Massa e poi a quella di Lucca.
Oggi Borsigliana, con i borghi di Vergnano, Molinello, Gambarotta e Grotto si trova nel Comune di Piazza al Serchio e dista dal capoluogo circa 5 km.
Dal 2007 il paese è inserito nel percorso "La via della Contessa Matilde", uno dei tanti tratti della storica Via Francigena.

## Vicende demografiche
Le informazioni riguardanti la variazione della popolazione fino all'Unità d'Italia sono state ricavate da Gli stati d'anime degli archivi parrocchiali, successivamente sono stati utilizzati i dati dell'anagrafe comunale, a cominciare dai censimenti decennali della popolazione.
Per Borsigliana la documentazione raccolta inizia dal 1622, quando si registra una popolazione di 160 unità che cala a 120, nel 1663, quasi sicuramente a causa di svariate ondate di epidemie. Successivamente, la popolazione torna ad aumentare e si staziona sulle 150 unità.
Dopo la metà del XVIII secolo osserviamo di nuovo un calo e un aumento verso la fine del secolo.
Nei primi decenni del XIX secolo si registrano una stazionarietà o un calo, dovuti allo spostamento della gente per lavoro, alla partecipazione di molti giovani alle campagne di guerra e a un calo della natalità. Dal 1824 in poi la popolazione presenta un leggero aumento principalmente per l'arrivo di nuove famiglie, che andavano a lavorare come contadini per qualche possidente. Così nel 1891 abbiamo 311 abitanti, 347 nel 1939 e 396 nel 1952.
Dopo l'Unità d'Italia, anche a Borsigliana si registra un forte movimento migratorio, legato alla ricerca di lavoro e di migliori condizioni di vita. L'ondata migratoria è indirizzata verso l'America (Stati Uniti, Brasile, Argentina), la parte a nord della Corsica, dove molti rimasero in maniera definitiva, il Belgio e l'Australia. Il movimento migratorio torna a essere importante dopo la seconda guerra mondiale. In questo caso, gli spostamenti avvengono verso la Francia, il Belgio, la Svizzera, l'Inghilterra ma anche all'interno dell'Italia, verso le province di Pisa, Livorno, La Spezia, Genova, Milano e Torino.
Attualmente la popolazione di Borsigliana è di 117 abitanti.

## Vicende economiche
L'economia di Borsigliana, come di tutta la Garfagnana, nei secoli scorsi, si è sempre basata sull'agricoltura, l'allevamento del bestiame, la pastorizia, la castanicoltura e la produzione di piccoli manufatti.
I contadini lavoravano i terreni più pianeggianti e fertili utilizzando il metodo delle rotazioni. Nella stagione invernale seminavano i cereali resistenti al freddo, segale, grano, farro e miglio e in primavera orzo, avena, piselli, fagioli, canapa, rape e, a partire dal XIX, anche la patata. Dopo le prime due intense coltivazioni i terreni erano lasciati a riposo, seminati a erba, perché acquistassero di nuovo la forza riproduttiva.
I terreni più scoscesi, non adatti alla semina, erano coltivati con alberi da frutto e castagni. La lavorazione del castagno, sia a scopo alimentare sia per la produzione di legno (legna da ardere e costruzione di mobili per la casa), fu fondamentale per Borsigliana e per tutta la Garfagnana. La raccolta delle castagne iniziava ai primi di ottobre, continuando per diverse settimane. Le castagne erano sistemate in sacchi di juta (balle) che erano portati direttamente all'essiccatoio (metato), dove rimanevano per 30-40 giorni. Quindi, venivano sbucciate, battute su dei ceppi o dei sassi e ripulite dalla pula. A partire dai primi anni del XX secolo, per la sbucciatura si utilizza un'apposita macchina a motore. Alla fine, erano portate al mulino per essere trasformate in farina. La farina di castagne o di neccio, raccolta in grossi contenitori di legno (scrigni), era conservata per tutto l'anno e utilizzata per preparare la polenta, il castagnaccio, le frittelle, i manafregoli.
Riguardo all'artigianato, c'era chi si dedicava alla costruzione di sedie di paglia (bancali), chi aggiustava secchi, pentole e caldaie per il latte (magnano), chi affilava coltelli, forbici e falci (arrotino). In alcune stagioni dell'anno arrivavano da fuori gli ombrellai per ricucire la tela degli ombrelli o sistemare le stecche e gli spazzacamini che, prima dell'inizio della stagione fredda, ripulivano le cappe dei camini. Infine, c'era il maniscalco, persona del paese oppure forestiero, molto utile per ferrare muli e cavalli.
Nel corso del Settecento l'economia dei piccoli comuni come Borsigliana si basò anche su una diffusa attività finanziaria legata a prestiti concessi ai singoli cittadini o ad associazioni del comune o anche di altri paesi della Garfagnana. Si ricorreva ai prestiti per il sostentamento della famiglia, per investimenti di tipo imprenditoriale, per l'acquisto di terreni, di animali da allevamento e di attrezzi agricoli.

## Monumenti e luoghi di interesse
Nel paese è presente una delle chiese più antiche della Garfagnana, la chiesa di Santa Maria Assunta. La chiesa di origine medievale, fu ampliata e modificata nel corso del XVIII secolo. Possiede un'unica navata e un'abside semicircolare che racchiude il Coro, in legno intagliato, restaurato tra il 1986 e il 1988 dalla Soprintendenza alle Belle Arti. All'esterno della chiesa, sulla parte sinistra della facciata è possibile osservare alcune tracce della struttura originaria: una lunetta della porta precedente e un architrave in pietra arenaria scolpita, del XV secolo, venuto alla luce negli anni '50, quando cadde l'intonaco che lo ricopriva. Nell'architrave, diviso in sei sezioni, troviamo al centro la Madonna in trono con Gesù Bambino e ai lati quattro santi. Antistante la Chiesa troviamo il Sagrato o sacrato con il suo arco di entrata, il campanile e un edificio che racchiude la Sagrestia e la Canonica.
All'interno possiamo vedere l'altare maggiore, l'altare della Madonna delle Grazie, collocato sulla sinistra entrando, l'altare della Madonna del Rosario, collocato sulla destra, il Ciborio, risalente al Seicento ed il Fonte battesimale, anch'esso secentesco.
Ma l'opera più conosciuta della chiesa è il trittico che si trova dietro l'altare maggiore, realizzato nel settimo decennio del Quattrocento da Pietro da Talada, l'unica sua opera ancora integra. Nella parte centrale del trittico abbiamo la Madonna in trono il Bambino, tra San Prospero sulla sinistra e San Nicola di Bari sulla destra. Nella predella sono rappresentati i dodici Apostoli e in alto, nelle tre cimase, l'Arcangelo Gabriele, Dio Padre e la Vergine Maria al momento dell'annuncio dell'Incarnazione.
Nel volume Guida ai campanili della Garfagnana, nell'itinerario attraverso il Comune di Piazza al Serchio, l'autore scrive della chiesa di Borsigliana "Elemento di vaglia di quella che un tempo fu noto come Burciliani Castrum è l'antica chiesa, situata in bella e isolata posizione. Attraverso un arco si accede ad una piccola corte sulla quale si affaccia questo luogo di culto romanico, che reca un vetusto architrave in pietra arenaria. Al suo interno, si trovano un pregevole fonte battesimale ligneo e un'ancòna del XV secolo con la rappresentazione della Vergine col Bambino e Santi".